# PSR B1620−26
PSR B1620-26 — двойная звёздная система в созвездии Скорпиона примерно в 12 400 световых годах от Земли. Система состоит из пульсара (PSR B1620-26 A) и белого карлика (WD B1620-26 или PSR B1620-26 B). С 2000 года также подтверждено наличие у системы экзопланеты, обращающейся по орбите вокруг двух звёзд. Система находится около центра шарового звёздного скопления М4.

## Планетная система

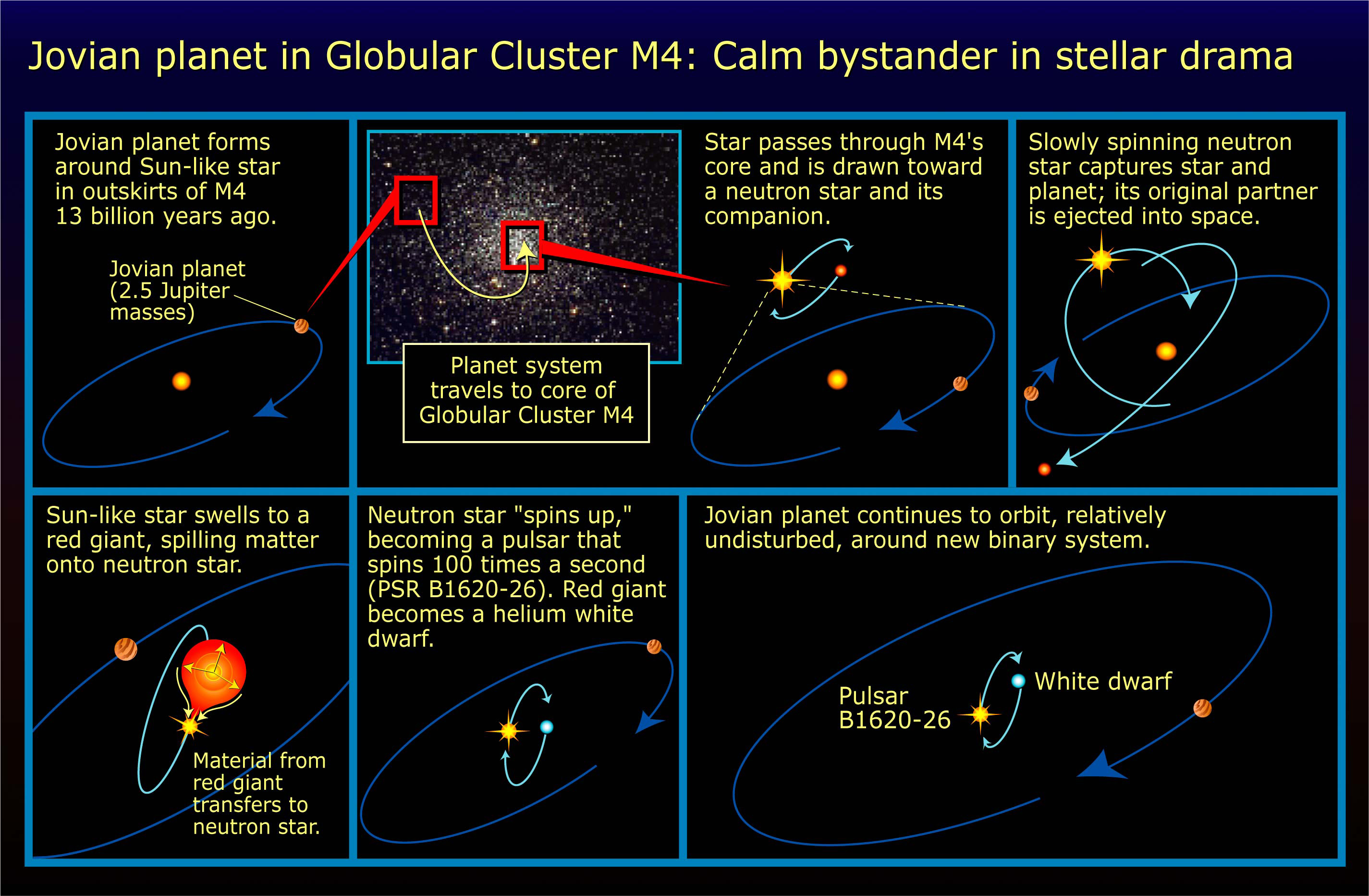
Эволюция системы PSR B1620-26

Планета PSR B1620-26 b первоначально была обнаружена по доплеровскому смещению.
Пульсар обладает чудовищной плотностью и сжат до размеров всего нескольких километров, кроме того он с огромной скоростью вращается, делая около 100 оборотов в секунду. Во время каждого оборота, в направлении Земли излучается электромагнитный импульс. Небольшие различия в интервалах между импульсами дают основания предполагать, что на орбите пульсара находятся белый карлик и большая юпитероподобная планета.
В начале 1990-х годов группа астрономов, возглавляемая Дональдом Бейкером, изучала то, что они считали двойным пульсаром. Они установили, что нужен третий объект для необходимости объяснения наблюдаемого эффекта Доплера. В течение последующих нескольких лет были измерены гравитационные воздействия планеты на орбите пульсара и белого карлика, что дало оценку массы третьего объекта, которая оказалась слишком мала, чтобы он был звездой. Заключение, что третий объект является планетой, было опубликовано Стивеном Торсеттом и его сотрудниками в 1993 году.

## Изображения
Гал.долгота 350.9763° 

Гал.широта +15.9600° 

Расстояние 12 400 св. лет